# Rapatea paludosa
Rapatea paludosa är en gräsväxtart som beskrevs av Jean Baptiste Christophe Fusée Aublet. Rapatea paludosa ingår i släktet Rapatea och familjen Rapateaceae.

## Underarter
Arten delas in i följande underarter:
- R. p. paludosa
- R. p. sessiliflora